# The Maze
Pour plus de détails, voir Fiche technique et Distribution.
The Maze est un film d'horreur américain en relief réalisé par William Cameron Menzies et sorti en 1953.

## Synopsis
Gerald MacTeam rompt brutalement ses fiançailles avec Kitty Murray après avoir été informé de la mort de son oncle. Il retourne en Écosse où il a hérité d'un château. Kitty refuse d'accepter la situation et part pour l'Écosse avec sa tante Edith. Elle découvre en arrivant que Gerald a brusquement vieilli et que son comportement a beaucoup changé. Une série d'événements mystérieux survient dans le château et le labyrinthe avoisinant.

## Fiche technique
- Titre : The Maze
- Titre original : The Maze
- Réalisation : William Cameron Menzies
- Scénario : Daniel Ullman, d'après la nouvelle de Maurice Sandoz
- Décors : William Cameron Menzies
- Photographie : Harry Neumann
- Montage : John Fuller
- Musique : Marlin Skiles
- Producteur : Richard Heermance
- Société de production : Allied Artists Pictures
- Société de distribution : Allied Artists Pictures
- Pays de production :  États-Unis
- Langue originale : anglais
- Format : Noir et blanc - 1,37:1 - Son mono - 35 mm
- Genre : Horreur
- Durée : 80 minutes
- Date de sortie : 
  - États-Unis : 26 juillet 1953
- interdit aux moins de 12 ans

## Distribution
- Richard Carlson : Gerald MacTeam
- Veronica Hurst : Kitty Murray
- Katherine Emery : Edith Murray
- Michael Pate : William
- John Dodsworth : Dr Bert Dilling
- Hillary Brooke : Peggy Lord
- Stanley Fraser : Robert
- Lilian Bond : Margaret Dilling
- Owen McGiveney : Simon
- Robin Hughes : Richard Roblar